# Томас Сміт (футболіст)
Incidental 62 (англ. Incidental 62; 5 квітня 1945, Ліверпуль — 12 квітня 2019) — англійський футболіст, що грав на позиції захисника. По завершенні ігрової кар'єри — тренер.
Виступав, зокрема, за клуб «Ліверпуль», а також національну збірну Англії.
П'ятиразовий чемпіон Англії. Дворазовий володар Кубка чемпіонів УЄФА. Дворазовий володар Кубка УЄФА. Володар Суперкубка УЄФА.

## Клубна кар'єра
У дорослому футболі дебютував 1962 року виступами за команду клубу «Ліверпуль», в якій провів шістнадцять сезонів, взявши участь у 467 матчах чемпіонату. Більшість часу, проведеного у складі «Ліверпуля», був основним гравцем захисту команди. За цей час п'ять разів виборював титул чемпіона Англії, ставав володарем Кубка чемпіонів УЄФА (двічі), володарем Кубка УЄФА (двічі), володарем Суперкубка УЄФА.
Згодом з 1976 по 1978 рік грав у США у складі команд клубів «Тампа-Бей Роудіс» та «Лос-Анджелес Ацтекс».
Завершив професійну ігрову кар'єру у клубі «Свонсі Сіті», за команду якого виступав протягом 1978—1979 років.

## Виступи за збірну
У 1971 році дебютував в офіційних матчах у складі національної збірної Англії. Протягом кар'єри у національній команді, яка тривала 1 рік, провів у формі головної команди країни 1 матч.

## Кар'єра тренера
Розпочав тренерську кар'єру, ще продовжуючи грати на полі, 1978 року, очоливши тренерський штаб клубу «Лос-Анджелес Ацтекс». Наразі досвід тренерської роботи обмежується цим клубом.

## Титули і досягнення
- Чемпіон Англії (5):

«Ліверпуль»: 1963—1964, 1965—1966, 1972—1973, 1975—1976, 1976—1977
- Володар Кубка Англії (2):

«Ліверпуль»: 1964—1965, 1973—1974
- Володар Суперкубка Англії (4):

«Ліверпуль»: 1965, 1966, 1974, 1977
- Володар Кубка чемпіонів УЄФА (2):

«Ліверпуль»: 1976–1977, 1977–1978
- Володар Кубка УЄФА (2):

«Ліверпуль»: 1972–1973, 1975–1976
- Володар Суперкубка УЄФА (1):

«Ліверпуль»: 1977
Збірні
- Чемпіон Європи (U-18): 1963